# Oides tetraspilota
Oides tetraspilota là một loài bọ cánh cứng trong họ Chrysomelidae. Loài này được Vachon miêu tả khoa học năm 1980.